# Sepvigny
Sepvigny ist eine französische Gemeinde mit 74 Einwohnern (Stand 1. Januar 2022) im Département Meuse in der Region Grand Est (bis 2015 Lothringen); sie gehört zum Arrondissement Commercy und zum Gemeindeverband Communauté de communes de Commercy-Void-Vaucouleurs.

## Geografie
Sepvigny liegt rund 21 Kilometer südwestlich der Stadt Toul im Süden des Départements Meuse an der Grenze zum Département Meurthe-et-Moselle. Verkehrstechnisch befindet sich die Gemeinde fernab von überregionalen Verkehrswegen nahe der D964. Der Ort liegt an der Maas. Im Gegensatz zu vielen anderen Gemeinden der Region ist Sepvigny nur wenig bewaldet.
Nachbargemeinden sind Chalaines im Norden, Gibeaumeix (im Département Meurthe-et-Moselle) im Nordosten, Uruffe (im Département Meurthe-et-Moselle) im Osten, Champougny im Südosten und Süden, Maxey-sur-Vaise im Südwesten, Burey-en-Vaux im Westen sowie Neuville-lès-Vaucouleurs im Nordwesten.

## Geschichte
Wie alle Orte der Gegend litt Sepvigny im Mittelalter unter Konflikten. Die schlimmsten Verwüstungen richteten der Hundertjährige Krieg und der Dreißigjährige Krieg an. Der Name der heutigen Gemeinde wurde im Jahr 1051 unter dem lateinischen Namen Saviniacum erstmals in einem Dokument erwähnt. Im Mittelalter gehörte die Gemeinde zum Gebiet des Herzogtums Bar und danach zum Herzogtum Lothringen. Genauer zur Bailliage Toul im Barrois non mouvant. Mit dieser Herrschaft fiel Sepvigny 1766 an Frankreich. Bis zur Französischen Revolution lag die Gemeinde im Grand-gouvernement de Lorraine-et-Barrois. Sepvigny gehörte von 1793 bis 1801 zum District Gondrecourt. Zudem seit 1793 zum Kanton Vaucouleurs. Die Gemeinde ist seit 1801 dem Arrondissement Commercy zugeteilt.

### Bevölkerungsentwicklung
Die Gemeinde teilt das Schicksal vieler Landgemeinden in Frankreich. In der ersten Hälfte des 19. Jahrhunderts wuchs die Bevölkerung. Danach folgte eine Landflucht, die die Anzahl Bewohner stark minderte (1856–1946: −72 Prozent). In den letzten Jahrzehnten ist die Bevölkerung in schwächerem Umfang weiter geschrumpft (1968–2016: −28,6 Prozent).
| Jahr                       | 1962 | 1968 | 1975 | 1982 | 1990 | 1999 | 2006 | 2011 | 2019 |
| Einwohner                  | 102  | 105  | 94   | 73   | 85   | 81   | 81   | 79   | 72   |
| Quellen: Cassini und INSEE |      |      |      |      |      |      |      |      |      |

## Sehenswürdigkeiten
- Wehrkirche Saint-Èvre (12.–14. Jahrhundert), Monument historique seit 1908[1]
- Kapelle Notre-Dame-des-Sept-Douleurs (12. und 16. Jahrhundert) und Friedhof in Vieux-Astre, Monument historique seit 1910[2]
- Steinkreuz aus dem 16. Jahrhundert in der Rue de la Croix, Monument historique seit 1909[3]
- Denkmal für die Gefallenen[4]
- Waschhaus (Lavoir)

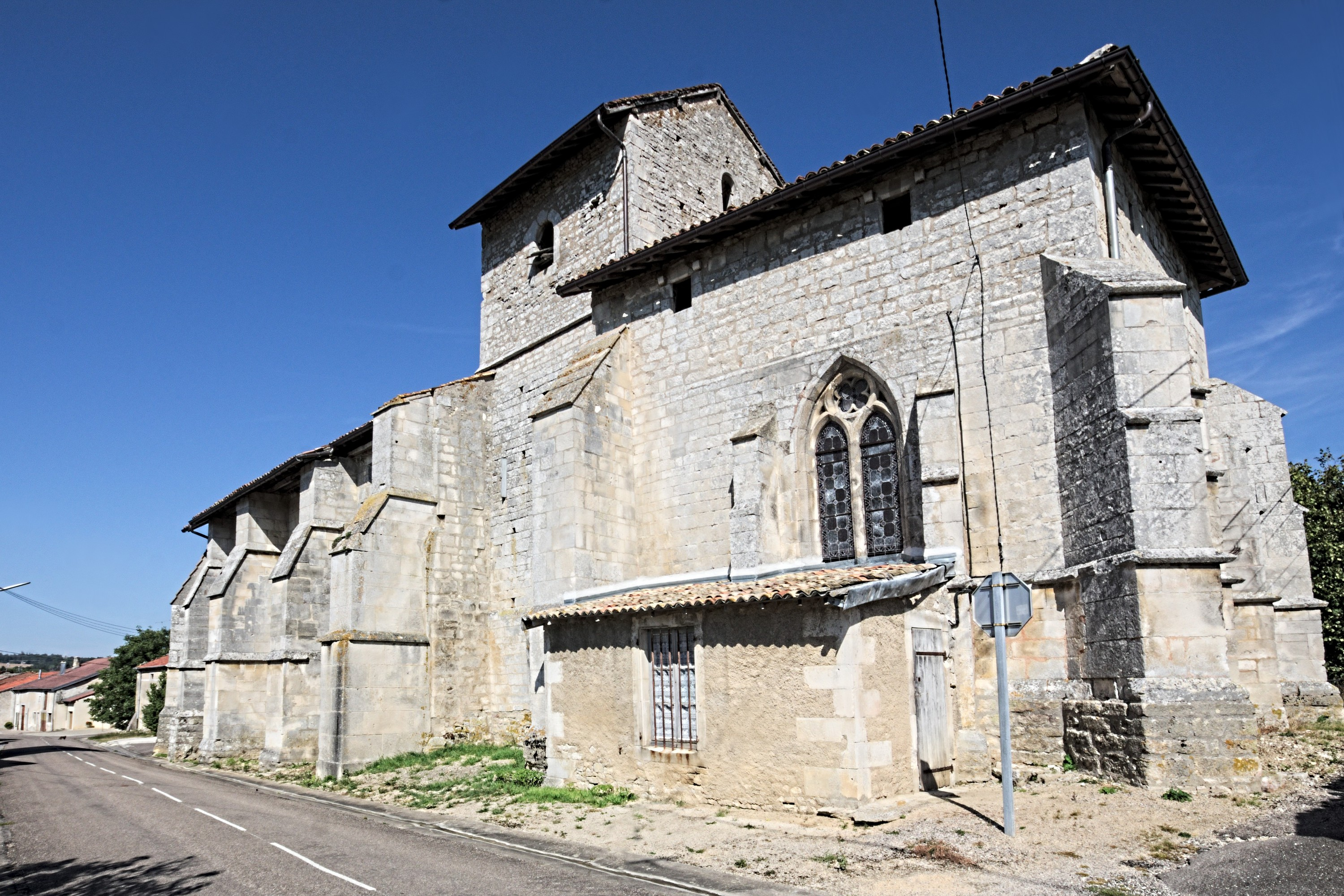
Wehrkirche Saint-Èvre
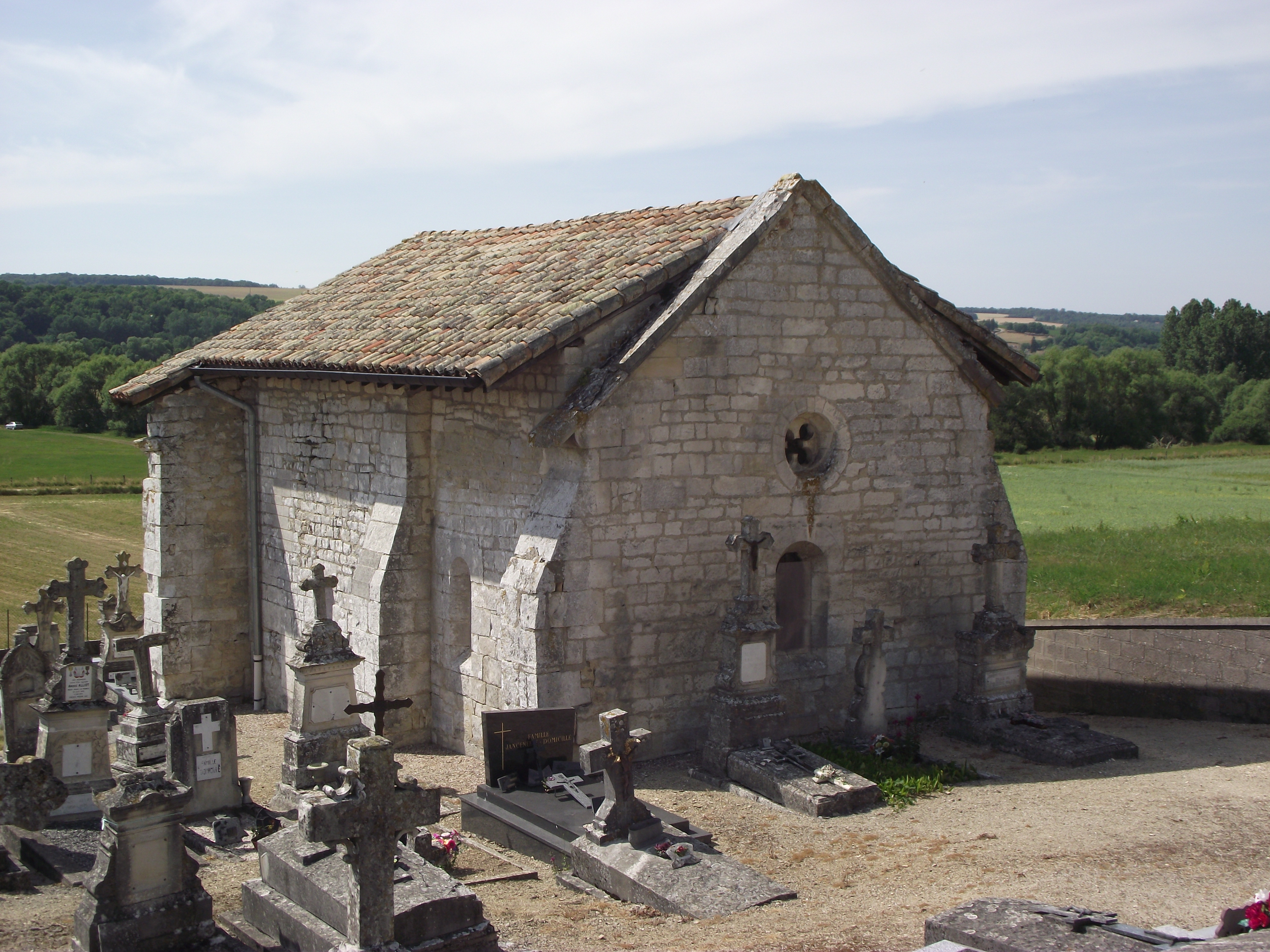
Kapelle und Friedhof
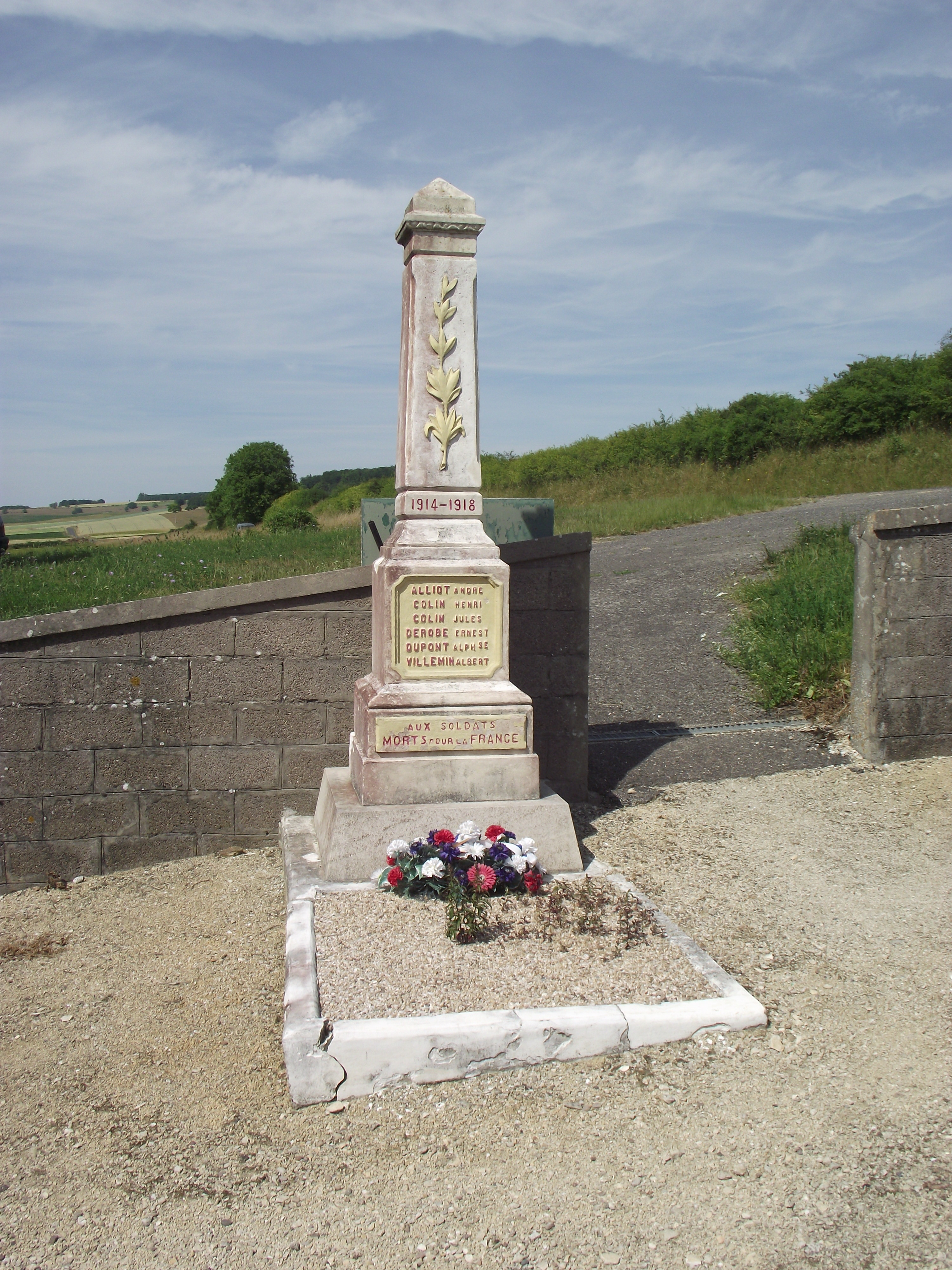
Denkmal für die Gefallenen
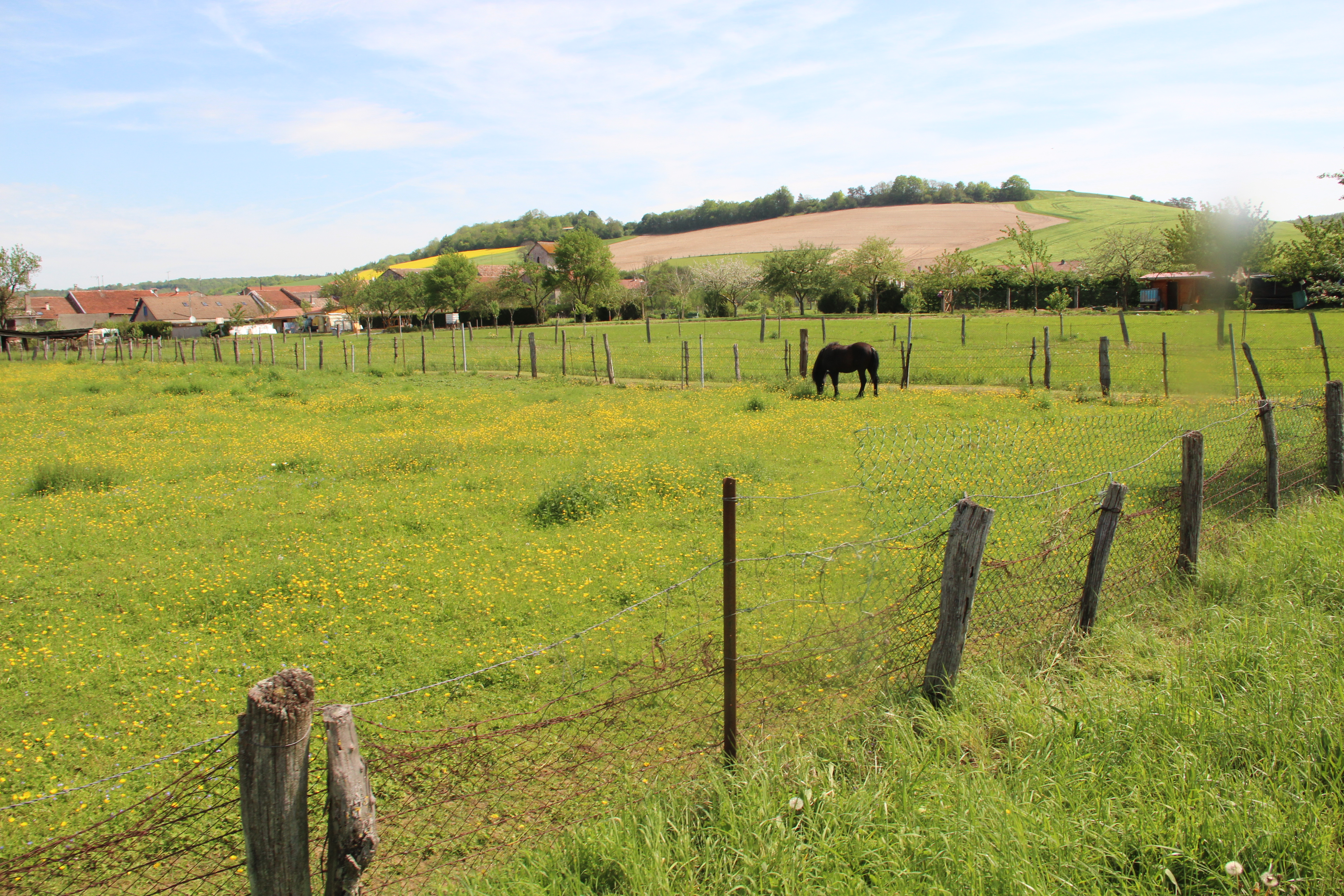
Landschaft bei Sepvigny